# Euromast
De Euromast is een uitkijktoren in de Nederlandse stad Rotterdam. Met 185 meter is het een van de hoogste torens van Nederland die open is voor publiek. Door de vorm is de toren goed herkenbaar in de skyline van Rotterdam.

## Geschiedenis
De Euromast werd ter gelegenheid van de internationale tuinbouwtentoonstelling Floriade in 1960 door architect Huig Maaskant en aannemer J.P. van Eesteren gebouwd in Het Park, vlak bij de ingang van de Maastunnel. 
Architect Maaskant gebruikte als inspiratie voor het ontwerp de bemasting van een schip. Dit leidde tot de benaming Euromast. Het ontwerp van het restaurant met uitkijkplatform is gebaseerd op het kraaiennest in een scheepsmast (en soms ook zo genoemd) van waaruit men kan uitkijken over grote afstanden.
Het restaurant werd via opvijzelen in vijf dagen naar 100 meter hoogte gebracht. De toren werd op 32 meter hoogte voorzien van een replica van een scheepsbrug, waarbij het publiek een indruk kreeg van navigatieapparatuur en een kaartenkamer. De toren is gemaakt van gewapend beton en heeft een diameter van 9 meter en muren van 30 centimeter dik. Om het zwaartepunt zo laag mogelijk te houden - en daarmee de stabiliteit te vergroten - bestaat de fundering onder andere uit een blok beton van 1.900.000 kg. Het restaurant, gemaakt van staal, hangt 96 meter boven de grond en weegt 240.000 kg.  Bezoekers worden naar het oorspronkelijke hoogste punt gebracht met twee liften die beide vier meter per seconde afleggen. Op heldere dagen is het mogelijk dertig kilometer ver te zien.
Het gebouw werd officieel geopend door prinses Beatrix op 25 maart 1960. De locatie was strategisch; wie naar Rotterdam reed over de toenmalige snelwegen, zag de (inclusief vlaggenmast) 107 meter hoge toren recht voor zich boven de stad uitsteken. Na de opening groeide de stad verder en de gebouwen werden hoger. Na enkele jaren rezen er gebouwen boven de Euromast uit, zoals in 1968 het gebouw van de Medische Faculteit aan de Westzeedijk, tien meter hoger.

### Uitbreiding met de Spacetower
In 1970 werd een 85 meter hoge stalen opbouw op de Euromast geplaatst, de Spacetower, waarmee de Euromast weer het hoogste bouwwerk van Rotterdam werd. De toren had nu een totale hoogte van 185 meter. In 1983 werd de Spacecabin in gebruik genomen, een ringvormige rondom beglaasde lift die rond de Space Tower draait en bezoekers naar een hoogte van 180 meter brengt. Daarmee was de Euromast het hoogste voor publiek toegankelijke uitzichtpunt van Nederland. Later kreeg de ronddraaiende cabine de naam Euroscoop. Er is muziek en zijn licht- en geluidseffecten, de glazen vloer kan door het drukken op een knop doorzichtig gemaakt worden. 
De Euromast werd in 2010 aangewezen als rijksmonument. Boven in de Euromast zijn sinds 2004 twee hotelsuites, genaamd Heaven en Stars ingericht.

### Eigenaren en exploitatie
- 1968 - De grond werd door de gemeente Rotterdam ter beschikking gesteld aan de NV Eurotoren.
- 1998 - Repomain 2, een BV die onderdeel uitmaakt van het vastgoedbedrijf Merwede van vastgoedhandelaar Jan-Dirk Paarlberg. Het complex van toren en onderliggende gebouwen werd sinds 2003 gehuurd door de Brotherhood Holding van de Merwede Groep.[5]
- 2016 - De Euromast wordt gekocht door Willem Tieleman, voor naar verluidt in Quote ruim vijf miljoen euro.
- 2020 - Willem Tieleman verkoopt zijn Euromast aan Group M56.[6] Dit is een Frans familiebedrijf dat is gespecialiseerd in toeristische trekpleisters op grote hoogte. De groep is de eigenaar van Magnicity dat, naast de Euromast, observatietorens beheert in Chicago, Berlijn en Parijs.

## Weetjes
- Een miniatuur van het bouwwerk staat onder meer in Madurodam in Den Haag en bij het Achterhoeks Planetarium in Toldijk. Ook in Miniworld Rotterdam, nabij Station Rotterdam Centraal staat een miniatuur van het bouwwerk.
- De naam van de Nederlandse hardcore (house)act Euromasters, is afgeleid van de Euromast.
- Aad van Toor (Adriaan) maakte voor een opname van Bassie & Adriaan: De Plaaggeest een handstand op een richel van de Euromast.
- In september 2013 werd er een wereldrecord op de toren gevestigd. Een drietal Australiërs gooiden na 208 pogingen vanaf het plateau op 93 meter hoogte een basketbal door een basketbalnetje op de begane grond.[7]
- In 2001 was er een plan om naast de Euromast de 392 meter hoge Parkhaventoren te bouwen. Dit plan is niet doorgegaan omdat de gemeente prioriteit gaf aan de gebiedsontwikkeling rond de Wilhelminapier en het nieuwe Station Rotterdam Centraal.

## Video
|  |  |  |

## Afbeeldingen

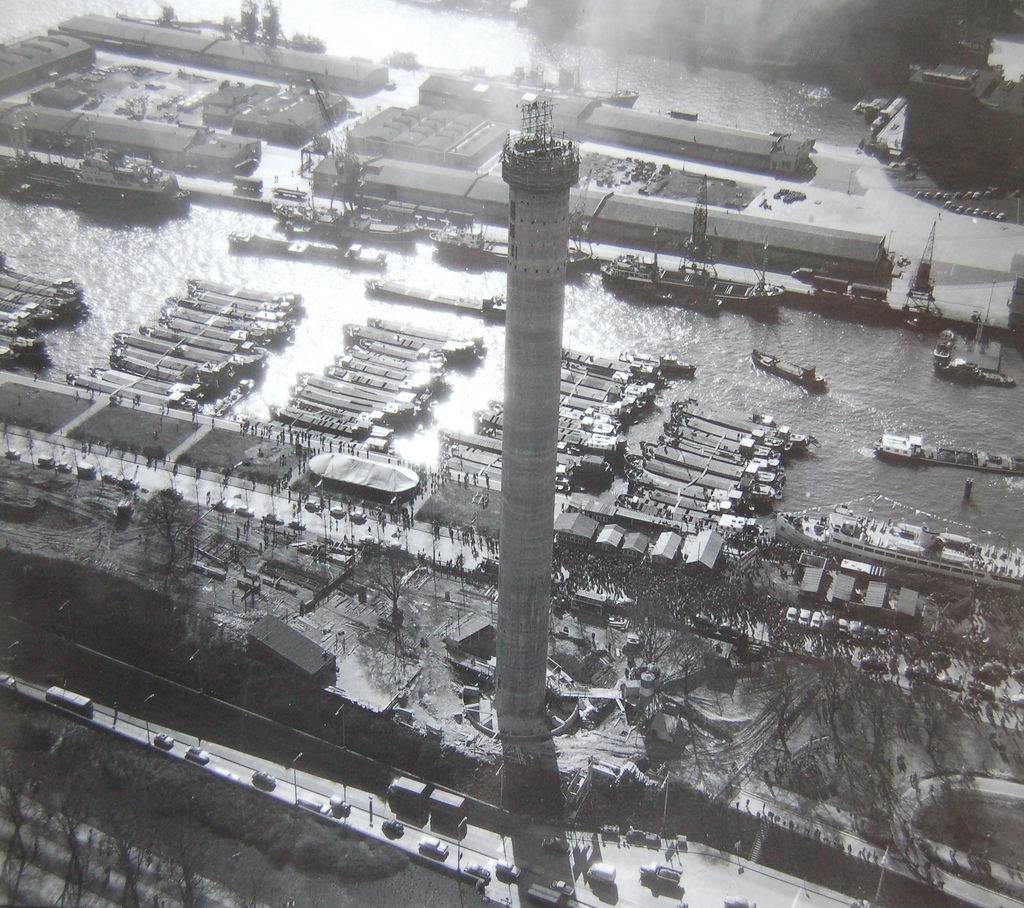
Euromast in aanbouw 1959
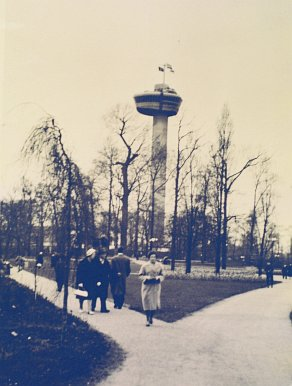
Euromast rond 1960
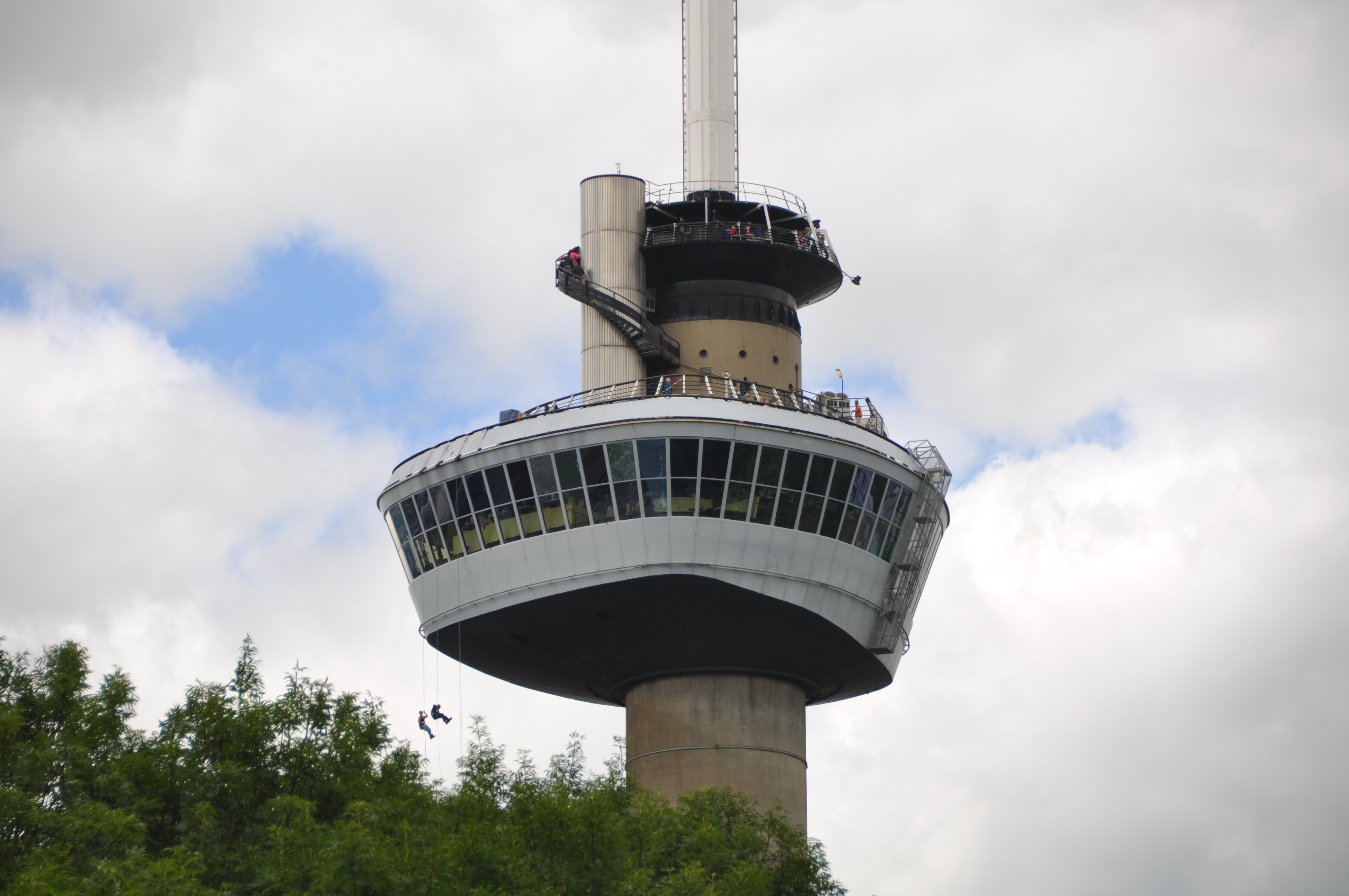
Wie niet bang is uitgevallen kan ook abseilen vanaf de Euromast
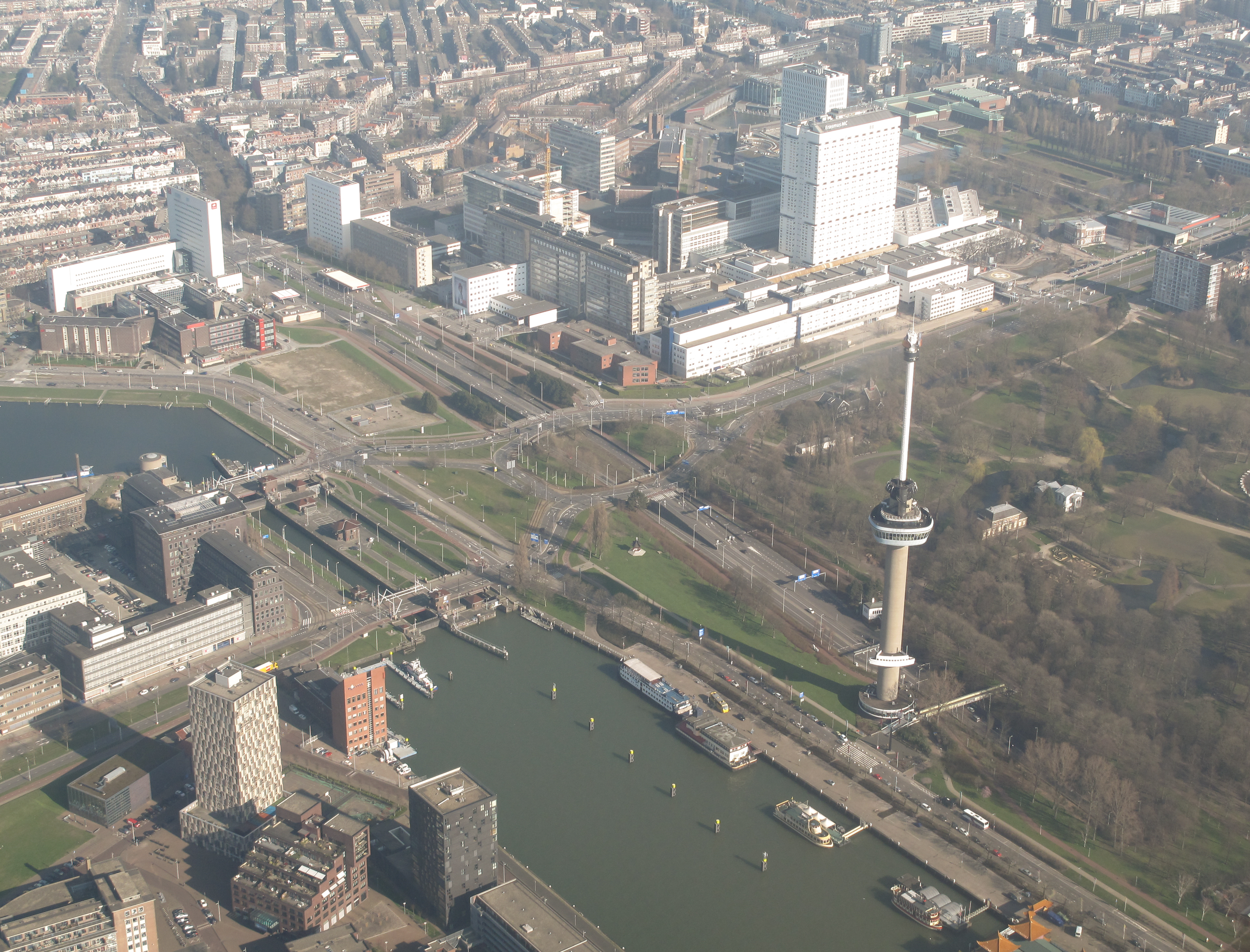
Euromast vanuit de lucht 2014
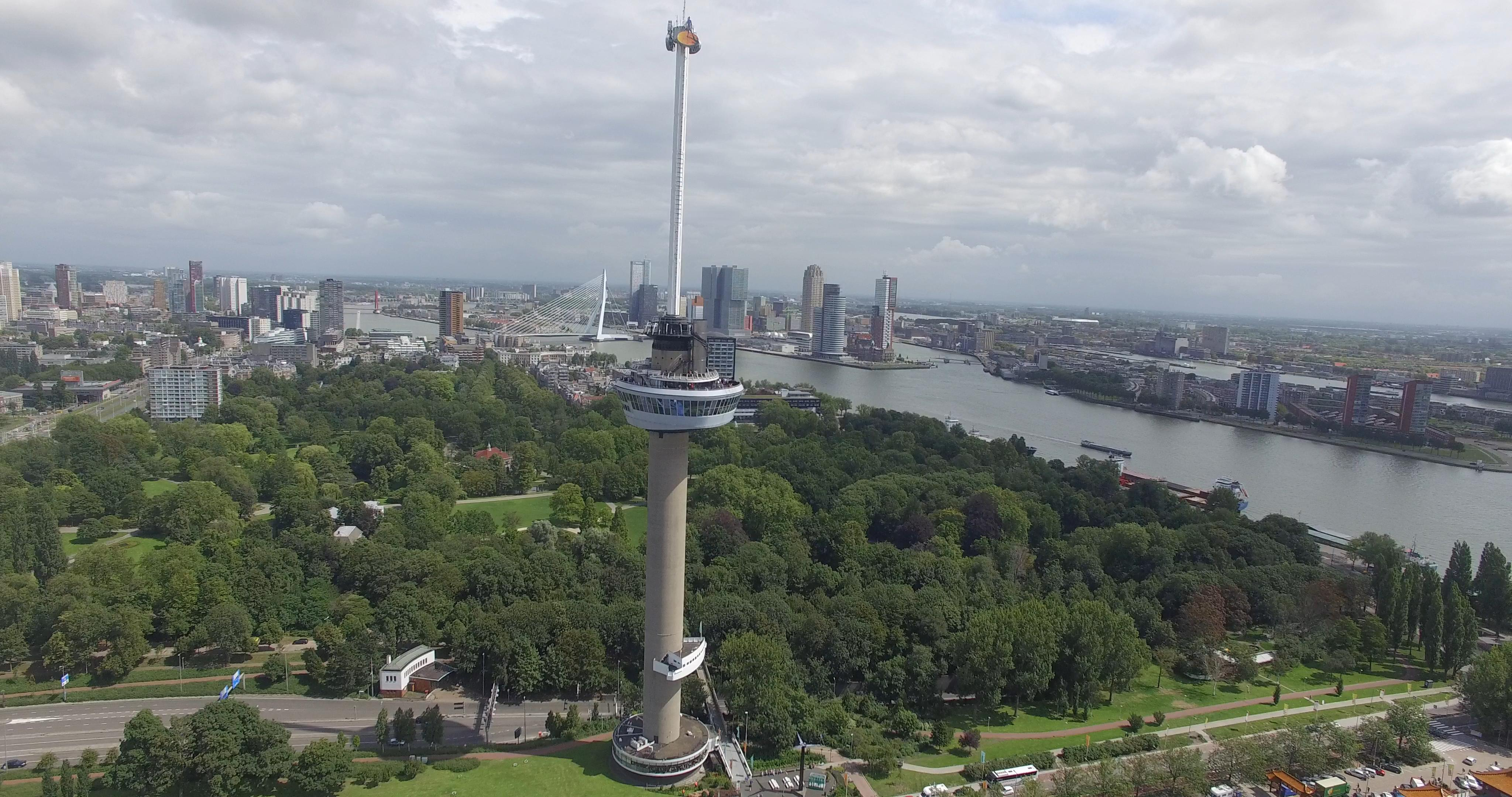
Euromast vanuit de lucht 2015